# Бригада М
Бригада М — пригодницький фільм 2009 року.

## Сюжет
Перший фільм у форматі 3D від продюсера Джері Брукгаймера. Технічний прогрес досяг такого рівня, що тепер у ФБР для виконання спецзавдань вчені підготували групу морських свинок. Команда професіоналів, озброєна за останнім словом науки і техніки, може проникати у недоступні людям місця та виконувати, здавалося б, неможливі місії. Тепер усі матимуть можливість переконатися, що навіть домашні тваринки здатні на порятунок світу.

## Акторський склад
- Зак Галіфіанакіс — Бен
- Білл Наї — Леонард Сейбер
- Вілл Арнетт[en] — агент Кіп Кілліан
- Келлі Гарнер[en] — Марсі
- Кріс Елліс — директор ФБР

### Озвучка
- Сем Роквелл — Дарвін
- Трейсі Морган — Бластер
- Пенелопа Крус — Хуарес
- Джон Фавро — Херлі
- Ніколас Кейдж — Спеклз
- Стів Бушемі — Бакі
- Ді Бредлі Бейкер — Муч
- Нісі Неш — Розаліта